# Eishockey-Landesliga Bayern 2003/04
Die Eishockey-Landesliga Bayern 2003/04 wurde unter dem Dach des Bayerischen Eissportverbandes (BEV) organisiert und ist nach der DEL, 2. Bundesliga, Oberliga und Bayernliga eine der fünfthöchsten Spielklassen im deutschen Eishockey.

## Saisonverlauf
Die Eishockey-Landesliga 2003/04 war die 56. Ausspielung dieser Liga. Am Ende der Saison wurde über eine landesweite Playoff-Runde der Bayerische Landesligameister ermittelt.
Meister und Aufsteiger wurde der TSV Erding. Der Vizemeister EV Pegnitz und die Plätze drei und vier konnten sich ebenfalls für die Bayernliga 2004/05 qualifizieren. Die Absteiger in die Bezirksliga waren der EHC Regensburg, VfL Denklingen, ERC Regen  und der TSV Schliersee.

### Modus
In der Saison 2003/04 wurde die Landesliga in vier Vorrundengruppen als Einfachrunde ausgespielt. Nach der Vorrunde qualifizierten sich die ersten vier Mannschaften aller Gruppen für die Meisterrunde, während die Mannschaften ab Platz 5 jeder Gruppe an der Abstiegsrunde teilnahmen.
In der Meisterrunde, die in vier Gruppen zu je 4 Mannschaften als Einfachrunde ausgespielt wurde, konnten sich die Bestplatzierten jeder Gruppe für die  Playoffs qualifizieren. In den Playoffs wurde im Modus „Best of Two“ der Meister der Landesliga und zugleich Direktaufsteiger in die Bayernliga ausgespielt. Der Vizemeister und die Plätze drei und vier waren ebenfalls für die Bayernliga 2004/05 qualifiziert.
Nach der Abstiegsrunde, die wie die Meisterrunde in vier Gruppen zu je vier Mannschaften als Einfachrunde ausgespielt wurde, mussten die jeweils Gruppenletzten in die Bezirksliga absteigen.

## Teilnehmer
Nicht mehr dabei waren die Auf- und Absteiger der Vorsaison. Neu hinzukamen die Absteiger aus der Bayernliga und die Aufsteiger aus der Bezirksliga.

### Platzierungen Vorrunde
| Gruppe Nord | Gruppe West |
| --- | --- |
|  1. EV Pegnitz - 2. SC Bad Kissingen - 3. EHC 80 Nürnberg - 4. EV Regensburg 2 - 5. EHC Bayreuth (N) - 6. EC Erkersreuth - 7. EHC Mitterteich - 8. EHC Regensburg |  1. TSV Peißenberg (N) - 2. EV Pfronten (A) - 3. ECDC Memmingen - 4. ESV Buchloe - 5. EV Lindau - 6. EV Bad Wörishofen - 7. VfL Denklingen - 8. ESV Burgau 2000 |

(A) = Absteiger aus der Bayernliga, (N) = Aufsteiger / Neu in der Liga

Meisterrundenteilnehmer fett gedruckt  Gruppensieger 
| Gruppe Ost | Gruppe Süd |
| --- | --- |
|  1. TSV Erding (N) - 2. Deggendorfer SC 1b - 3. ESC Vilshofen - 4. EV Bruckberg - 5. EHC Straubing 1b - 6. ERC Regen - 7. ESV Gebensbach - 8. EV Moosburg |  1. EV Fürstenfeldbruck (A) - 2. ESV Bad Bayersoien - 3. EC Bad Tölz 1b - 4. DEC Frillensee - 5. SC Forst - 6. SC Riessersee 1b (N) - 7. SC Reichersbeuern - 8. TSV Schliersee |

(A) = Absteiger aus der Bayernliga, (N) = Aufsteiger / Neu in der Liga
Meisterrundenteilnehmer fett gedruckt  Gruppensieger 

### Platzierungen Abstiegsrunde
| Gruppe Nord                                                                   | Gruppe West                                                                   | Gruppe Ost                                                               | Gruppe Süd                                                                       |
| ----------------------------------------------------------------------------- | ----------------------------------------------------------------------------- | ------------------------------------------------------------------------ | -------------------------------------------------------------------------------- |
| - 1. EHC Mitterteich - 2. EC Erkersreuth - 3. EHC Bayreuth  4. EHC Regensburg | - 1. EV Lindau - 2. EV Bad Wörishofen - 3. ESV Burgau 2000  4. VfL Denklingen | - 1. ESV Gebensbach - 2. EV Moosburg - 3. EHC Straubing 1b  4. ERC Regen | - 1. SC Reichersbeuern - 2. SC Forst  3. SC Riessersee 1b (R)  4. TSV Schliersee |

 Absteiger in die Bezirksliga Bayern (R) = Rückzug

### Platzierungen Meisterrunde
| Gruppe Nord                                                                | Gruppe West                                                              | Gruppe Ost                                                                              | Gruppe Süd                                                                          |
| -------------------------------------------------------------------------- | ------------------------------------------------------------------------ | --------------------------------------------------------------------------------------- | ----------------------------------------------------------------------------------- |
|  1. EV Pegnitz - 4. ESV Buchloe - 3. ESC Vilshofen - 4. ESV Bad Bayersoien |  1. TSV Erding - 2. EHC 80 Nürnberg - 3. EV Pfronten - 4. DEC Frillensee |  1. EV Fürstenfeldbruck - 2. ECDC Memmingen - 3. SC Bad Kissingen (R) - 4. EV Bruckberg |  1. TSV Peißenberg - 2. EV Regensburg 2 - 3. Deggendorfer SC 1b - 4. EC Bad Tölz 1b |

Playoffteilnehmer fett gedruckt  Bayerischer Meister und Aufsteiger  Bayerischer Vizemeister und Aufsteiger  Aufsteiger

### Meister-Playoffs 2003/04
Die Halbfinal- und Finalspiele wurden im Best-of-Two-Modus ausgetragen. 
|  | Halbfinale | Halbfinale          | Halbfinale | Halbfinale | Halbfinale |                  |            | Finale | Finale | Finale | Finale | Finale |
|  |            |                     |            |            |            |                  |            |        |        |        |        |        |
|  | N          | EV Pegnitz          | 3          | 8          | 11         |                  |            |        |        |        |        |        |
|  | O          | EV Fürstenfeldbruck | 5          | 3          | 8          |                  |            |        |        |        |        |        |
|  | O          | EV Fürstenfeldbruck | 5          | 3          | 8          | N                | EV Pegnitz | 2      | 2      | 4      |        |        |
|  |            |                     |            |            |            | N                | EV Pegnitz | 2      | 2      | 4      |        |        |
|  |            | W                   | TSV Erding | 7          | 4          | 11               |            |        |        |        |        |        |
|  | W          | W                   | TSV Erding | 7          | 4          | 11               | TSV Erding | 4      | 1      | 5      |        |        |
|  | W          |                     |            |            |            |                  | TSV Erding | 4      | 1      | 5      |        |        |
|  | S          | TSV Peißenberg      | 1          | 0          | 1          |                  |            |        |        |        |        |        |
|  | S          | TSV Peißenberg      | 1          | 0          | 1          | Spiel um Platz 3 |            |        |        |        |        |        |
|  |            |                     |            |            |            |                  |            |        |        |        |        |        |
|  | O          | EV Fürstenfeldbruck | 3          | 6          | 9          |                  |            |        |        |        |        |        |
|  | S          | TSV Peißenberg      | 7          | 5          | 12         |                  |            |        |        |        |        |        |

- Meister mit Aufstiegsrecht TSV Erding
- Vizemeister mit Aufstiegsrecht EV Pegnitz
- Platz 3 mit Aufstiegsrecht TSV Peißenberg
- Platz 4 mit Aufstiegsrecht EV Fürstenfeldbruck